# Kjell-Erik Ståhl
Kjell-Erik Ståhl (Ljungby, 17 febbraio 1946 – Åhus, 5 agosto 2025) è stato un maratoneta e orientista svedese.
Ai campionati mondiali del 14 agosto 1983 a Helsinki in Finlandia ha stabilito il primato nazionale nella maratona. Il primato è di 2h10'38".

## Palmarès
| Anno | Manifestazione | Sede  | Evento   | Risultato | Prestazione | Note |
| ---- | -------------- | ----- | -------- | --------- | ----------- | ---- |
| 1982 | Europei        | Atene | Maratona | 10º       | 2h20'36"    |      |

## Altre competizioni internazionali
1981
- 12º alla Maratona di New York ( New York) - 2h13'31"
- Oro alla Maratona di Francoforte ( Francoforte sul Meno) - 2h13'20"
- 12º alla Maratona di Fukuoka ( Fukuoka) - 2h14'13"
- Oro alla Maratona di Örebro ( Örebro) - 2h15'10"
- Oro alla Maratona di Pechino ( Pechino) - 2h15'20"

1982
- 5º alla Maratona di Boston ( Boston) - 2h12'47"
- 15º alla Maratona di New York ( New York) - 2h15'02"
- 8º alla Maratona di Roma  ( Roma) - 2h15'24"
- Oro alla Maratona di Stoccolma ( Stoccolma) - 2h19'20"
- Argento alla Maratona di Örebro ( Örebro) - 2h12'55"
- 5º alla Maratona di Miami ( Miami) - 2h14'35"

1983
- 5º alla Maratona di Stoccolma ( Stoccolma) - 2h12'49"
- Oro alla Maratona di Brema ( Brema) - 2h12'38"
- Oro alla Maratona di Monaco ( Monaco di Baviera) - 2h13'33"
- Oro alla Maratona di Anversa ( Anversa) - 2h13'48"

1984
- 8º alla Maratona di Chicago ( Chicago) - 2h14'16"
- Bronzo alla Maratona di Sacramento ( Sacramento) - 2h12'00"
- Oro alla Maratona di Oslo ( Oslo) - 2h13'01"
- Oro alla Maratona di Brema ( Brema) - 2h13'47"
- Oro alla Maratona di Seul ( Seul) - 2h13'57"

1986
- Oro alla Maratona di Stoccolma ( Stoccolma) - 2h12'33"